# 後藤羽矢子
後藤 羽矢子（ごとう はやこ、6月14日 - ）は、日本の漫画家。神奈川県小田原市出身。

## 概要
主に一般向けストーリー4コマ漫画と、成人向けの雑誌などに短編の実録漫画などを描いている。
ペンネームの由来は「後藤」は2005年当時、内縁の夫となっていた彼氏の苗字から。「羽矢子」は、当初は子供につけようと思っていた名前からと説明していたが、後に漫画で使おうと思っていたキャラクターの名前であると説明を改めた。
少女漫画家佐柄きょうこに師事し、おおばやしみゆきと親交が深い。
原稿を「落とした」ことが無く、単行本作業のため『NAMAIKIッ!』を休んだことが数回あるのみで、連載を予告して休んだこともほとんどない。
長期間に渡りストーリー漫画を多く描き続けていることから、4コマ漫画においてもギャグ漫画としてではなく、登場人物の機微を柔らかく描いたストーリーで読ませるコメディータッチの作品を得意としている。

## 経歴
投稿歴は長く、さまざまな雑誌に投稿を続けていた。そんな投稿先のひとつであるフランス書院の成人向け漫画誌『COMICパピポ』の新人賞から、1995年8月に『COMICパピポ』10月号掲載の「二人の一線」で成人向け漫画家としてデビューした。
1997年3月より竹書房でも青年誌『えっち一本勝負』（現『NAMAIKIッ!』）などに同様の漫画を2002年頃まで執筆していた。
1999年11月、同社の4コマ漫画誌『まんがライフ』誌上に発表した「どきどき姉弟ライフ」にて4コマ漫画界にデビュー。同作はストーリー4コマ漫画として2003年3月まで『まんがライフ』、『まんがライフオリジナル』で並行連載され、単行本も計4巻発行されるヒット作となり、4コマ漫画家としての流れを決定付ける。また、これ以降成人向け雑誌の作家で活躍していた作家が一般4コマ誌へ流入するケースが相次ぐようになり、成人（男性）向け漫画出身の作家が最も得意とする分野である「萌え」要素が4コマ漫画に取り込まれた「萌え4コマ」というジャンルが広まり、新たな購読者層を開拓するなどの影響を与えるきっかけの一つとなった。また、次の作品「耕して♥フォーリンLOVE」では2003年7月から2006年2月まで『まんがライフ』の巻頭カラーと表紙を担当するなどし、同誌の看板作家となった。同作は『まんがライフオリジナル』と共に2006年7月まで連載された。
2011年現在、4コマ漫画4本、非4コマ漫画（ショート漫画）1本をいずれも月刊ペースで連載している。

## 作品

### 連載中の作品
- 叡智なビデオは好きですか？（2022年2月26日 - 、『電撃大王WEBコミック』KADOKAWA）原作担当、作画：玖珂ツニヤ[6]

4コマ漫画
- となりのエロチカちゃん（2012年 - 2016年、『まんがライフ』、竹書房）
- うわばみ彼女（2013年 - 2017年 、『ヤングアニマルDensi 日替わり4コマ』（Webコミックサイト）→『ヤングアニマル』、白泉社）
  - うわばみ乙女ずかん（2018年 - 2019年、『ヤングアニマル』、白泉社）
- おさな妻の星（2013年にパイロット版3話掲載後、2014年 - 、『主任がゆく!スペシャル』、ぶんか社）

### 一般向け作品リスト
※お色気4コマ（艶笑4コマ）漫画は通常成人向け漫画に含まれないため、こちらに記す。
どきどき姉弟ライフ
本編『まんがライフ』1999年12月号・2000年2月号 - 2003年5月号
高校編『まんがライフオリジナル』2000年9月号 - 2003年4月号
単行本…竹書房から全4巻発行。
ピンクとみずいろ
『ヤングアニマル』2000年9月増刊 - 2002年3月増刊
共に性同一性障害の双子の姉弟・あきとふみが恋愛を通して成長する物語。
連載終了後改めて『ヤングアニマル』本誌での連載開始を打診されたが断り、下記「パブロフの犬」の連載が開始された経緯がある。
単行本…『パブロフの犬』1 - 2巻に収録。
パブロフの犬
『ヤングアニマル』2001年22 - 24号、2002年6号 - 2004年1号
犬好きなカップル・姫子と八房のどたばたラブコメ。煽り文は「ワンからはじまるアイキャッチコメディー」
単行本…白泉社から全3巻発行。
1. 2002年10月5日発行 ISBN 4-592-13251-3
2. 2003年7月5日発行 ISBN 4-592-13252-1
3. 2004年5月5日発行 ISBN 4-592-13253-X

ふぁみレス
『月刊サンデージェネックス』2002年8月号 - 2004年6月号
巨乳で男性恐怖症の女教師・まりあが里子として高校生のチハルを預かる。チハルには彼女・美香子ができるが、まりあもいつしかチハルに恋愛感情を抱くようになる。やがてチハルが女性へのトラウマにより性的不能になっていることが明らかとなり、まりあと美香子はそれぞれの方法でチハルのトラウマの解消を目指すが、チハルは18歳の誕生日（6月生まれ）で里親・里子関係が解消されるのを機に、高校を中退しスウェーデンに留学。作品はそこで終了となった。
単行本化はされていない。
アシコちゃんたち
『エース桃組』2003winter - 2004winter（季刊）
新米アシスタント・アシコちゃんの奮戦記。全5回と短いため単独で単行本化するだけの分量がなく、他作品単行本にも収録されていない。
耕して♥フォーリンLOVE
『まんがライフ』2003年4月号・2003年6月号 - 2006年9月号
『まんがライフオリジナル』2003年6月号 - 2006年8月号
単行本…竹書房から全5巻発行。
あそこの処方箋
『みこすり半劇場別館』2004年6月 - 2004年11月（最終号）
『みこすり半劇場』2004年22号、23号、2005年02号 - 2013年06号（偶数号掲載）
漢方薬局の若き女主人阿蘇子と龍樹の姉弟が客の性の悩みを解決する。
単行本…ぶんか社から全5巻が発行。1巻のみ巻数表記無し。
アソコのプロジェクト
『主任がゆく!スペシャル』2008年 - 2013年（隔月刊→月刊）
『あそこの処方箋』のスピンオフ作品。
単行本…ぶんか社から全2巻が発行（未収録話多数）。
アバターえくぼ
『月刊サンデージェネックス』2005年4月号 - 2007年2月号
引きこもり気味の少年・久保英太のパソコンから、チャットで使用していたアバターの「えくぼ」が実体化する。えくぼは英太と共に生活するうち、英太に恋愛感情を抱くが、時を同じくして、えくぼ以外にも実体化するアバターが現れる。現実世界の人間にとっての理想の姿であるアバターたちは、現実世界で本人になりかわろうと企んでいた。
一般向け初の非4コマ連載。単行本化はされていない。
シスコなふたり
『まんがタウンオリジナル』2004年3月号、11月号、2005年3月号、7月号、10 - 12月号、2006年5月号、8月号
『まんがタウン』2006年11月号、2007年4月号 - 2011年3月号
お互いがシスコンな椎子と麻衣子姉妹と麻衣子に一目惚れしてしまった遠野裕の奇妙な三角関係などを描いた作品。『まんがタウンオリジナル』で不定期掲載後、雑誌の休刊に伴い『まんがタウン』に一度ゲスト掲載された後、2007年4月号から連載開始。
単行本…双葉社から全4巻発行。
ゴーイン!! マイクック♥
『まんがライフMOMO』2003年8月（創刊）号、2004年2月号、8月号
『まんがライフオリジナル』2006年10月号 - 2008年12月号
料理の得意な新婚主婦・小宮みやこと、料理の腕が怪しい料理研究家・八島マナによる家庭料理コメディ。『まんがライフMOMO』でゲスト掲載されたが、雑誌の傾向に合わないと言うことでお蔵入りになっていた作品を「耕して♥フォーリンLOVE」が終了した『まんがライフオリジナル』の新作として連載にした。
単行本…竹書房から全1巻発行。
1. 2009年5月16日発売 ISBN 978-4-8124-7084-8

プアプアLIPS
『まんがライフ』2006年11月号 - 2012年11月号
『まんがくらぶオリジナル』2007年1月号
レズビアンを公言するパワーストーン販売店の店長で金持ちのレンが、アルバイトとしてやって来た貧乏女性・ナコを意識し、本人に対しては、漫画の記号として非常にわかりやすいツンデレな態度を取りつつ、陰で無駄に派手な行動を繰り広げる「女の子ラブコメ」（雑誌アオリ文より）。ナコの貧乏ネタとレンの珍行動ネタがメイン。ラブコメよりもギャグの要素が強い。
単行本…竹書房から全4巻発行。
1. 2008年6月17日発売 ISBN 978-4-8124-6840-1
2. 2009年12月26日発売 ISBN 978-4-8124-7215-6
3. 2011年10月27日発売 ISBN 978-4-8124-7679-6
4. 2012年10月27日発売 ISBN 978-4-8124-8029-8

ぎゃんぶる太平記G
『ヤングアニマル嵐』2006年No.7 - 2007年No.10
藤島じゅんが妊娠により「ぎゃんぶる太平記」を降板したことによる後継連載。ライターの北野海人が作者のギャンブル師匠になったという設定で、編集の秋田（のちに大野木）主導のもとギャンブルを繰り広げる実録漫画。誌上では作者の6ページ漫画と北野の1ページコラムがセットになっている。
作者は漫画家になるにあたって「運は漫画に使いたい」としてギャンブルを封印したため、ギャンブルに対する興味が薄い。一方実録漫画・ラブコメ漫画では実績があり、連載中に北野が女性と交際の末3回目の結婚を果たしたことなどから、ギャンブルより登場人物の恋愛などにスポットが当たることが多い。
単行本…白泉社から発行。
- 2007年12月20日発売 ISBN 978-4-592-14275-1

ねこまった!
『コミック怪』2007年（創刊号） - 2013年秋号（最終号）(季刊）
単行本…角川書店から既刊1巻発行。
1. 2011年2月24日発売 ISBN 978-4-04-715639-5

2巻分は同人誌「ねこまった!未収録」に収録。
後藤羽矢子の裁判びゅー日記
『ヤングアニマル嵐』2007年No.12 - 2009年No.07
裁判の傍聴レポート。裁判傍聴をライフワークとするタレント阿曽山大噴火・編集の大野木と3人で定期的に裁判を傍聴し、漫画化する。作者の6ページ漫画と阿曽山の1ページコラム「阿曽山大噴火の判決」がセットになっている。
この作品を執筆するまで裁判傍聴未経験という作者の裁判傍聴スキル、スケジュールの都合、および「洒落にならない事件は扱わない」という方針からか、題材となるのは即決裁判もしくは即日公判が結審する比較的小さな事件が中心である。
単行本…白泉社から発行。
- 2009年8月28日発売 ISBN 978-4-592-14593-6

コミカプ
『まんがタイムジャンボ』2008年4月号 - 2011年1月号
幼馴染で先に漫画家としてデビューした「成川ちひろ」（ペンネーム：チーTAN）と投稿などを続けるもデビューできないアシスタント「功田うい」の漫画の執筆作業を通した2人の関係を中心に描いた作品。
単行本…芳文社から全2巻発行。
1. 2009年11月7日発売 ISBN 978-4-8322-6792-3
2. 2011年2月7日発売 ISBN 978-4-8322-6935-4

世田谷のマリーアントワネット
『マリカ』2008年6月（創刊）号 - 2008年12月（休刊）号
常春なふたり
『本当にあったゆかいな話DX』2008年12月号 - 2009年5月号
へべれけ恋バナ相談室
『ヤングアニマル嵐』2009年No.08 - 2013年No.01
単行本…白泉社から既刊1巻発行。
魔法女子高生 トラノイー カルナ
『まんがタウン』2011年6月号 - 2012年11月号
ハーフでいっとこ
『まんがライフWIN』2009年4月27日（開設日） - 2014年4月15日 更新
竹書房から全4巻発行。
1. 2010年8月27日発売 ISBN 978-4-8124-7441-9
2. 2011年11月7日発売 ISBN 978-4-8124-7685-7
3. 2013年3月7日発売 ISBN 978-4-8124-8119-6
4. 2014年5月7日発売 ISBN 978-4-8124-8578-1

うわばみ乙女ずかん
1. 2018年12月26日発売 ISBN 978-4-592-16311-4
2. 2019年11月26日発売 ISBN 978-4-592-16312-1

アスクミ先生に聞いてみた
『まんがライフ』
1. 2019年1月26日発売 ISBN 978-4-8019-6498-3
2. 2020年5月27日発売 ISBN 978-4-8019-6963-6
3. 2021年5月27日発売 ISBN 978-4-8019-7302-2

### 成人向け作品
※非18禁指定（いわゆる「ソフトエッチコミック」。ただしコンビニ販売では条例で成人向け指定されている）は、こちらに含む。

#### 『COMICパピポ』掲載作品
1 - 3話完結の短編が大半で作品数も多く、ここですべて記すのは困難である。そのため、単行本を取り上げることにする。本系列の単行本は原則的に全て18禁指定で販売されている。
好きより大好き
フランス書院Xコミックス 1998年4月15日発行 ISBN 4-8296-7786-4
著者の初単行本。成人マーク付き。初期の作品を収録。
絶版だが、1作品を入れ替え「オレンジ色の花」と言うタイトルで再版されている。
ラブ タンバリン
フランス書院コミック文庫 1999年5月31日発行 ISBN 4-8296-7388-5
成人マーク付き。3ヶ月に一度の「メールデイ」の日だけ男性化する女性だけが住む自由（フリーセックス）の惑星・ラウルスで敢えて結婚を選んだ若者ベスとリラの性生活を描いたシリーズ作品。
第1話「ラブ タンバリン」は著者の投稿入選作（第8回C.Y大賞佳作）。絶版だが、単行本未収録作やその後の作品を追加収録した完全版が発売されている。基本設定はアーシュラ・K・ル＝グウィンのSF小説『闇の左手』」と似通っている。タイトルは岡村靖幸の1989年発売の同名の曲から。
かわいいケモノ
フランス書院Zコミックス 2002年12月15日発行 ISBN 4-8296-7406-7
1999年春 - 2001年春までの作品から9編を選り抜いて収録された単行本。2002年2月創設のフランス書院の一般向けブランド「Zコミックス」から発行された。
9編中5編は大都社から発行の「泣きたがりの花」にも収録されている。
オレンジ色の花
大都社ダイトコミックス 2003年2月10日発行 ISBN 4-88653-760-X
「好きより大好き」の再録本。作品は「はじめて物語」を「みつめていたい」に入れ替えた以外「好きより大好き」と同一。タイトルは収録作品名。
インセストヘブン
フランス書院Zコミックス 2003年5月30日発行 ISBN 4-8296-7414-8
インセスト、つまり近親相姦ものを中心に収録。著者の商業デビュー作「二人の一線」も収録されている。3分の2の作品は近親相姦描写がメインとなっており、そのためか、大阪府で有害図書に指定された。
「うわごと」は大都社から発行の「泣きたがりの花」にも収録されている。
ラブ タンバリン I 紙とダイヤモンド / II 花と琥珀
大都社ダイトコミックス 2003年6月10日発行
1. (I) ISBN 4-88653-771-5
2. (II) ISBN 4-88653-772-3

フランス書院から発行された「ラブ タンバリン」に、当時未収録の1話と発行後描かれた5話、描き下ろし1話を追加した完全版。
実録ですよっ!パヤパヤライフ
大都社ダイトコミックス
1. 2004年5月10日発行 ISBN 4-88653-465-1（巻数表記なし）
2. 2009年1月3日発行 ISBN 978-4-88653-480-4

『COMICパピポ』掲載のショート実録雑記「実録ですよっ!」と日常本同人誌「はやの素」を約半々で収録。ハエサイズの筆者とアシスタントの「ニセ後藤羽矢子（掲載誌によって「パピ子」「ヤキ子」など）」よる進行は、筆者の実録もの作品のスタンダードとなる。パピポ掲載分に月刊ヤングキングに掲載したものを加えた「パヤパヤNOTE（2011年8月2日発行 ISBN 978-4-7859-3657-0）」も少年画報社ヤングキングコミックスから刊行された。
保健医・栢山美冴の保健室 KOIする科学
フランス書院Xコミックス 2004年9月15日発行 ISBN 4-8296-7874-7
1998年夏 - 2002年夏に掲載されたシリーズ作品。耳年増の保健医・栢山美冴が生徒の性の悩みを解決していく作品だが、舞台が高校のため性行動をするのが自然と高校生となってしまい、当時の『COMICパピポ』誌が成人マークの付いていない雑誌だったこともあり、2000年になって作品の継続にストップがかかった。同誌が成人マーク付き雑誌になってからは、ストップは解除された。
泣きたがりの花
大都社ダイトコミックス 2005年9月12日発行 ISBN 4-88653-858-4
「かわいいケモノ」「インセストヘブン」から7編を再録、新規に2作品を収録した。メス奴隷・千代と、彼女を愛した故に同じ世界に堕ちていく学生・史生のストーリー（通称：メス奴隷シリーズ）計5編が収録されている。タイトルは新規収録作のうち1作のタイトル。
甘えていいよ
大都社ダイトコミックス 2009年5月8日発行 ISBN 978-4-88653-923-6
『COMICパピポ』に2003年 - 2004年を中心に家庭教師シリーズとして連載されていた作品を1冊にまとめた作品集。外見は子供で中身は大人な家庭教師の高口みもなと、外見は大人で中身は子供っぽい友成の恋を描いた作品。全10話。「ガヴァーネス」前後編はフランス書院発行の「かわいいケモノ」、「ドッグデイズ」は同「インセストヘブン」に収録されていた作品。タイトルは新規収録作のうち1作のタイトルから名付けられている。
WILD FANCY LOVEPOTION
大都社ダイトコミックス 2009年6月8日発行 ISBN 978-4-88653-925-0
『COMICパピポ』にワイルドファンシーシリーズ（全6話）として連載されていた作品および短編「妹モード」（前後編）、「ミルキーガール」、「カウントダウン」の3作を1冊にまとめた作品集。シリーズ作「WILD FANCY LOVEPOTION」は自慰行為をしている他人の妄想が見えてしまうという特殊能力を持つ宮川露子と、そのクラスメイトの松下の妄想などから始まる恋が描かれている作品。なお短編作のうち1作「カウントダウン」はリライト（描き直し）したとの旨をあとがきで公表している。

#### 竹書房の雑誌掲載作品
本系列の単行本は非18禁指定作品として販売されている。
恋するイトコ!
竹書房BAMBOO COMICS NAMAIKI SELECT 1999年7月28日発行 ISBN 4-8124-5302-X
1998年 - 1999年に竹書房『NAMAIKIッ!』で10話連載された作品。女子高生の音々子が、女癖の悪い従兄の厚史とさまざまな障害を乗り越えて結ばれる、という内容。作者はこれまで4話以上の連続作品を描いたことがなく、そのためペース配分に苦労。主人公2名をすぐHさせようとして担当編集者に止められたというエピソードがある。なお、これ以降10話連載の形態での作品は発表されていない。ほか、同作以前に発表された読み切り2編を収録。
フルーツMIX
竹書房BAMBOO COMICS NAMAIKI SELECT 2000年6月17日発行 ISBN 4-8124-5391-7
1999年 - 2000年に竹書房『NAMAIKIッ!』で連載された短編集。基本的に1話完結で、主人公の女性の名前に果物が入っている作品が多い（苺、なつめ、かりん、柚香）。ほか、同社他誌掲載の読み切りを収録。
ラブ2ポーション
竹書房BAMBOO COMICS NAMAIKI SELECT
1. 2001年5月27日発行 ISBN 4-8124-5506-5
2. 2002年5月17日発行 ISBN 4-8124-5638-X

2000年 - 2002年に竹書房『NAMAIKIッ!』で連載されたオムニバス連作集。
1巻にはインポテンツの仁名と、処女のひとみが主人公の「仁名&ひとみ」、駆け出し声優が主人公の「Kiiko」、意地悪な妹に振り回される兄と、大人しい遠縁の女性の恋愛模様を描いた「天使と魔女」を収録。
2巻にはカップル喫茶で働くことになった小説家志望の女性が主人公の「オールオーバー」、留学から帰ったものの太ってしまい、彼女の前に出られなくなってしまった男性が主人公の「メタモルフォーゼ」、身近な男性に対する愛を意識し始める女性が主人公の「愛の名前」を収録。
これが『NAMAIKIッ!』での最後の作品となった。雑誌側は少し期間を置いてからの復帰を考えていたが、作者が「どきどき姉弟ライフ」のヒットで4コマ漫画家として認知され、複数の連載を抱え多忙になっていったため、復帰のタイミングを失ってしまった、とのこと。
運命とユウウツ
竹書房BAMBOO COMICS RENPARA COLLECTION
2004年4月25日発行 ISBN 4-8124-5927-3
2002年 - 2003年にティーンズラブ雑誌『恋愛天国』に掲載された7編を収録。1話あたりのページ数が24 - 28ページと多いのが特徴。台湾でも出版されている。